# Віадук Мійо
Віадук Мійо́ (фр. le Viaduc de Millau) — вантовий дорожній міст, що проходить понад долиною річки Тарн поблизу міста Мійо в південній Франції. Авторами проекту моста є французький інженер Мішель Вірложо (фр. Michel Virlogeux), відомий також проектом другого за довжиною вантового мосту у світі, — міст Нормандії — і англійський архітектор Норман Фостер, що є також автором проектів аеропорту в Гонконзі та реставрації будівлі Рейхстагу в Берліні. Зараз це найвищий транспортний міст у світі, одна з його опор має висоту 341 метр — це трохи вище, ніж Ейфелева вежа, і всього на 40 метрів нижче, ніж Empire State Building. Міст був урочисто відкритий 14 грудня 2004 року, а для руху автівок 16 грудня 2004 року.

## Розташування

Панорама мосту з півдня. На фотографії, зробленій 29 червня 2004 року видно червоні тимчасові опори

Міст є заключною ланкою траси А75, що забезпечує швидкісний рух з Парижу через Клермон-Ферран до міста Безьє. До створення мосту рух здійснювався уздовж національної траси № 9, що проходить поблизу Мійо, що, зазвичай, приводило до великих заторів в кінці літнього сезону. Багато туристів, що рухаються з південної Франції і Іспанії слідують саме цим шляхом, оскільки він один з найкоротших і, здебільшого, безкоштовний.
Траса A75 (la Méridienne) — проєкт, що розроблявся з метою збільшення швидкості і зниження вартості автомобільних пересувань з Парижа на південь, він абсолютно безкоштовний впродовж 340 км між містами Клермон-Ферран і Безьє. Проте віадук був створений за контрактом французького уряду з «Ейфаж груп» — французькою будівельною компанією, що також створювала Ейфелеву вежу, — терміном дії на 75 років. Корпорація стягуватиме мито відповідно до тарифу: €4.90 для легкових автомоблів, за винятком пікових місяців — (€6.60 у липні та серпні); і €20 для великих автомобілів.
Міст перетинає долину Тарн в найнижчій її точці, і пов'язує плато Ларзака з Червоним плато. Міст проходить внутрішньою стороною периметра природного парку Велике плато.

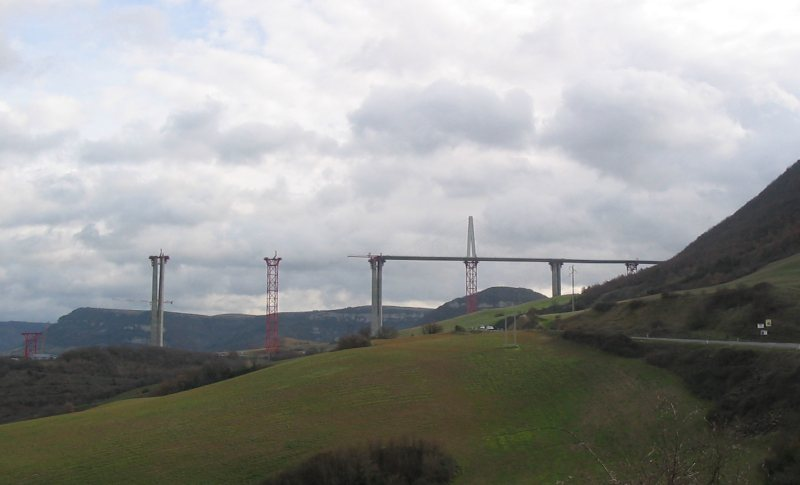
Стан будівництва (початок 2004 року)

## Опис конструкції

### Дорожнє полотно
Віадук Мійо складається з восьми пролітних сталевих конструкцій, що підтримуються сімома сталевими пілонами. Пролітна конструкція важить 36 000 тонн, має довжину 2 460 м, ширину 32 м і висоту 4.2 м. Кожен з шести центральних прольотів має довжину 342 м, два крайніх — по 204 м завдовжки. Дорога має невеликий ухил у 3% (нахилена з півдня на північ) і радіус викривлення 20 км, що дає водіям кращий огляд, дозволяє машинам рухатися по точнішій траєкторії, ніж якби це була пряма лінія, і додає віадуку ілюзію нескінченності. Рух здійснюється в дві смуги в кожному напрямі.

### Опори

Порівняння віадуку Мійо з іншими мостами (однакова шкала). (Інтерактивна версія).

Кожна опора стоїть у чотирьох колодязях завглибшки 15 м і діаметром 5 м.
| P1       | P2       | P3       | P4       | P5       | P6       | P7      |
| 94,501 м | 244,96 м | 221,05 м | 144,21 м | 136,42 м | 111,94 м | 77,56 м |

Діаметр найвищої опори Р2 — 24.5 м біля основи та 11 м на рівні пролітної конструкції. Кожна опора складається із 16 секцій, кожна секція важить 2 230 т. Секції збиралися на місці з частин масою 60 т, 4 м завширшки і 17 м завдовжки.
Кожна з опор підтримує пілони заввишки 97 м. Спочатку були зібрані проміжні опори, разом з тимчасовими опорами, потім зібрана пролітна конструкція, яка насувалася на опори за допомогою гідравлічних домкратів, керованих із супутника, зі швидкістю 600 мм кожні 4 хвилини.